# 吾策新道

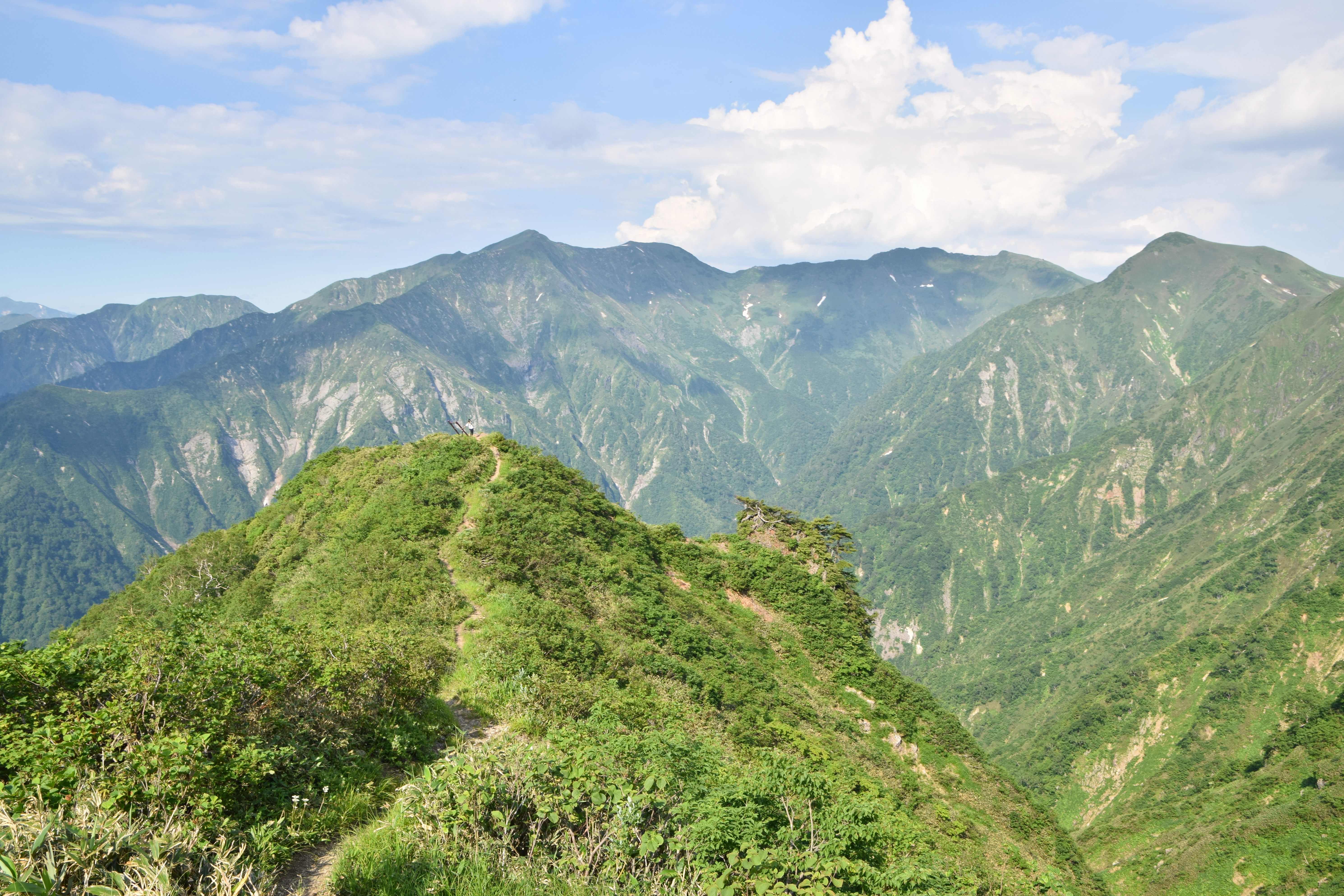
吾策新道にある井戸小屋沢ノ頭付近から撮影した茂倉岳・一ノ倉岳・谷川岳。

吾策新道（ごさくしんどう）は、新潟県南魚沼郡湯沢町から群馬県利根郡みなかみ町にかけて存在する登山道。上越線土樽駅付近に所在する登山道口から県境の万太郎山を結ぶ、約7キロメートルの山道である。

## 概要
戦前、谷川岳を含む上越連峰の登山コースは、エスケープルートらしき登山路が無く、荒天時には遭難が相次いでいた。そのため、土樽から万太郎山まで登山道を作るべく測量が行われていたが、戦争によって工事着工まで進展しなかった。戦後、国鉄土樽山の家の管理人を務めた高波吾策は登山路を建設すべく各所を訪ね歩いたが、どこも腰が重かったため、自ら7万円を銀行から借り入れして1953年5月から1か月を費やし、登山道を建設した。しかしながら借入金返済のあてはなく、同年に知人の製薬会社重役から祝い金として工面することとなった。
吾策が日本山岳会の会合で槇有恒に新道開削の報告をしたところ、「北アルプスに喜作新道というのがある。喜作と吾策で語呂が良い」として吾策新道の名がついた。